# Vyasa (krater)
Vyasa är en nedslagskrater på planeten Merkurius, med en diameter på ungefär 297 kilometer.
1979 uppkallades kratern efter Vyasa i indisk mytologi.